# 小行星7392
小行星7392（英語：7392 Kowalski）是一颗围绕太阳公转的小行星。1984年3月6日，愛德華·鮑威爾在可可尼诺县发现了此天体。
这颗小行星的绝对星等为205.2210741029433等。